# Hergilsey
Hergilsey är en ö i republiken Island.   Den ligger i regionen Västfjordarna, i den västra delen av landet, 150 km norr om huvudstaden Reykjavík. Arean är 0,20 kvadratkilometer.
Terrängen på Hergilsey är platt. Öns högsta punkt är 25 meter över havet. Den sträcker sig 0,6 kilometer i nord-sydlig riktning, och 0,7 kilometer i öst-västlig riktning.